# 650-ті до н. е.

## Події

### Грецькі держави
- Кіпсел стає тираном Коринфа.

### Ассирія та Вавилон
Царем Ассирії був Ашшурбаніпал. У 658-657 до н. е. відбулася війна, в якій він розгромив Еламське царство. Єгипет, захоплений Ашурбаніпалом раніше повторно, до 655 до н. е. здобув незалежність.
Вавилонський цар під управлінням Ассирії Шамаш-шум-укін повстав проти свого брата Ашшурбаніпала у 653 чи 652 до н.е., що призвело до затяжної війни.

### Єгипет
Фараон Псамметіх I з XXVI династії захопив увесь Єгипет.